# Bosone di Goldstone
In fisica delle particelle e in fisica dello stato solido, il bosone di Goldstone, conosciuto anche  come bosone di Nambu-Goldstone, è un bosone che compare in modelli di violazione spontanea della simmetria, secondo quanto previsto dal teorema di Goldstone.
I bosoni di Goldstone corrispondono ai generatori della rottura di simmetria, ovvero ad eccitazioni del campo nelle direzioni in cui la simmetria si rompe, e sono privi di massa, a meno che la rottura di simmetria non sia anche esplicita; in questo caso hanno una massa che è tipicamente piccola e prendono il nome di pseudo bosoni di Goldstone o pseudo bosoni di Nambu-Goldstone (abbreviato PNGB).
Il bosone di Goldstone venne descritto prima da Yōichirō Nambu nell'ambito degli studi sulla superconduttività e successivamente da Jeffrey Goldstone nell'ambito dell'omonimo teorema, con una sistematizzazione all'interno della teoria quantistica dei campi. 

## Teorema di Goldstone
Il teorema di Goldstone afferma che quando una simmetria continua è rotta spontaneamente, nuove particelle scalari senza massa (o con massa molto piccola, se la simmetria non è esatta) compaiono nello spettro delle possibili eccitazioni. Esiste una particella scalare (bosone di Goldstone) per ogni generatore della simmetria che si rompe.
Bisogna notare che il teorema, se letto attentamente, ha come tesi solo che esistano stati non di vuoto con energie arbitrariamente piccole. Si prenda ad esempio un modello di super QCD chirale (N=1) con un valore di aspettazione del vuoto per gli squark non nullo e che sia conforme nell'infrarosso. La simmetria chirale è una simmetria globale che è parzialmente rotta spontaneamente. Alcuni dei bosoni associati con questa rottura sono carichi nel gruppo di gauge che non è rotto e quindi, questi bosoni hanno uno spettro di massa continuo con masse arbitrariamente basse, ma non c'è un bosone di Goldstone che ha massa esattamente nulla. In altre parole un bosone di Nambu Goldstone è una Quasiparticella.
In teorie con simmetria di gauge, i bosoni di Goldstone sono "mangiati" dai bosoni di gauge. Questi ultimi divengono massivi e la loro nuova polarizzazione longitudinale è data dal bosone di Goldstone.

## Esempio
Si consideri un campo scalare complesso {\displaystyle \phi }, con il vincolo {\displaystyle \phi ^{*}\phi =v^{2}}. Un modo per ottenere questo vincolo è includere nella densità di lagrangiana un potenziale
{\displaystyle \lambda ^{2}(\phi ^{*}\phi -v^{2})^{2}}
e prendere il limite per {\displaystyle \lambda } all'infinito. Il campo può essere ridefinito per dare un campo scalare reale (particella spin zero) {\displaystyle \theta } senza nessun vincolo usando
{\displaystyle \phi =ve^{i\theta }}
dove {\displaystyle \theta } è il bosone di Goldstone (in realtà {\displaystyle v\theta } lo è) e la trasformazione di simmetria U(1) effettua una traslazione su {\displaystyle \theta } (nello specifico, {\displaystyle \delta \phi =\epsilon }) ma non preserva lo stato fondamentale {\displaystyle |0\rangle }.
La densità di lagrangiana corrispondente è data da:
{\displaystyle {\mathcal {L}}={\frac {1}{2}}(\partial ^{\mu }\phi ^{*})\partial _{\mu }\phi -m^{2}\phi ^{*}\phi ={\frac {1}{2}}(-ive^{-i\theta }\partial ^{\mu }\theta )(ive^{i\theta }\partial _{\mu }\theta )-m^{2}v^{2}={\frac {v^{2}}{2}}(\partial ^{\mu }\theta )(\partial _{\mu }\theta )-m^{2}v^{2}~.}
Si noti che il termine costante {\displaystyle m^{2}v^{2}} non ha significato fisico e l'altro termine è semplicemente il termine cinetico di uno scalare senza massa. In generale il bosone di Goldstone è sempre senza massa, e parametrizza la curva dei possibili stati di vuoto.

## L'idea del teorema
Il principio su cui si basa l'argomentazione di Goldstone è che l'operatore di carica Q che si ottiene via teorema di Noether è indipendente dal tempo.
{\displaystyle {d \over dt}Q={d \over dt}\int _{x}J^{0}(x)=0}
Dunque agendo con il suddetto operatore sul vuoto si ottengono sempre stati a frequenza nulla. In gergo si dice che il vuoto viene "annichilito" da Q.
Se però, consideriamo uno stato di vuoto non-invariante sotto la simmetria generata da Q l'applicazione di tale operatore produce uno stato diverso ma sempre a frequenza nulla. Questa è una oscillazione a grandi lunghezze d'onda del campo che è approssimativamente stazionario. La conclusione è che esistono stati con frequenza nulla, ovvero la teoria non può avere mass gap.
Questa argomentazione è chiarita dal seguente limite. Se uno (pseudo)operatore di carica viene applicato allo stato di vuoto,
{\displaystyle {d \over dt}Q_{A}={d \over dt}\int _{x}e^{-x^{2} \over 2A^{2}}J^{0}(x)=\int _{x}e^{-x^{2} \over 2A^{2}}\nabla \cdot J=\int _{x}\nabla (e^{-x^{2} \over A^{2}})\cdot J}
Viene prodotto uno stato a derivata temporale quasi nulla.
{\displaystyle ||{d \over dt}Q_{A}|0\rangle ||\approx {1 \over A}||Q_{A}|0\rangle ||}
Assumendo un difetto di massa (gap di massa) {\displaystyle m_{0}}, la frequenza di ogni stato, che è ovviamente ortogonale al vuoto, è almeno {\displaystyle m_{0}}.
{\displaystyle ||{d \over dt}|\psi \rangle ||=||H|\psi \rangle ||\geq m_{0}||\;|\psi \rangle ||}
facendo tendere A all'infinito si giunge ad una contraddizione.

## Teorie non relativistiche
Una versione del teorema di Goldstone si applica anche a teorie non relativistiche, ma anche a teorie relativistiche con una simmetria di Lorentz spontaneamente rotta.
Ad ogni modo viene asserito che per ogni simmetria  globale spontaneamente rotta corrisponde una quasiparticella priva di difetto energetico (la versione non relativistica del difetto di massa). Può capitare che due differenti generatori spontaneamente rotti diano lo stesso bosone di Goldstone. Per esempio in un superfluido sia la simmetria U(1) che quella Galileiana sono rotte generando entrambe il fonone.

## Fermioni Goldstone
In alcuni modelli di supersimmetria vengono spontaneamente rotte delle simmetrie fermioniche globali, le quali generano dei modi fermionici denominati Goldstini. Appaiono anche dei superpartner bosonici denominati sgoldstini.

## I bosoni di Goldstone in natura
- Nei fluidi, il fonone è il bosone di Goldstone derivante dalla rottura spontanea della simmetria Galileiana. Nei solidi invece, la situazione è più complicata; infatti i bosoni di Goldstone hanno sia natura trasversale che longitudinale e la corrispondenza tra questi e le simmetrie rotte (traslazione, rotazione) non è così banale.
- Nei magneti, la simmetria rotazionale (presente in assenza di un campo magnetico esterno) è spontaneamente rotta in modo tale che la magnetizzazione punti in una specifica direzione.
- I pioni sono gli pseudobosoni di Goldstone derivanti dalla rottura della simmetria chirale di sapore presente in cromodinamica quantistica dovuta alla condensazione dei quark. La simmetria è inoltre esplicitamente rotta dalle masse dei quark, dunque i pioni hanno massa.
- La componente longitudinale di polarizzazione dei bosoni W e Z corrisponde al bosone di Goldstone della simmetria elettrodebole.  Dato che questa simmetria è locale (simmetria di gauge), i bosoni di Goldstone vengono "mangiati" dai bosoni di gauge; questo fenomeno dona una massa ai bosoni di gauge e dunque l'associato terzo grado di libertà di polarizzazione, necessario per un campo massivo. Nel modello standard questo effetto prende il nome di meccanismo di Higgs.
- Ricciardi e Umezawa hanno proposto nel 1967 una teoria generale (Quantum Brain) circa il possibile meccanismo cerebrale di memorizzazione e recupero della memoria in termini di bosoni di Nambu-Goldstone[1]. Questa teoria è stata successivamente estesa nel 1995 da G. Vitiello tenendo conto che il cervello è un sistema "aperto" (il modello quantistico dissipativo del cervello)[2]. Applicazioni della rottura spontanea della simmetria e del teorema di Goldstone ai sistemi biologici in generale sono state pubblicate da E. Del Giudice, S. Doglia, M. Milani e G. Vitiello[3],[4] e da E. Del Giudice, G. Preparata e G. Vitiello[5].  Mari Jibu e Kunio Yasue[6] e Giuseppe Vitiello[7],sulla base di questi risultati, sono state elaborate anche altre implicazioni per la coscienza[8]